# ستانيمير ديميتروف (لاعب كرة قدم)
ستانيمير ديميتروف هو لاعب كرة قدم بلغاري في مركز الهجوم، ولد في 12 أبريل 1992 في بلوفديف في بلغاريا. لعب مع نادي هيبر بازارجق ‏.

## وصلات خارجية
- الموقع الرسمي